# Elwood Reid

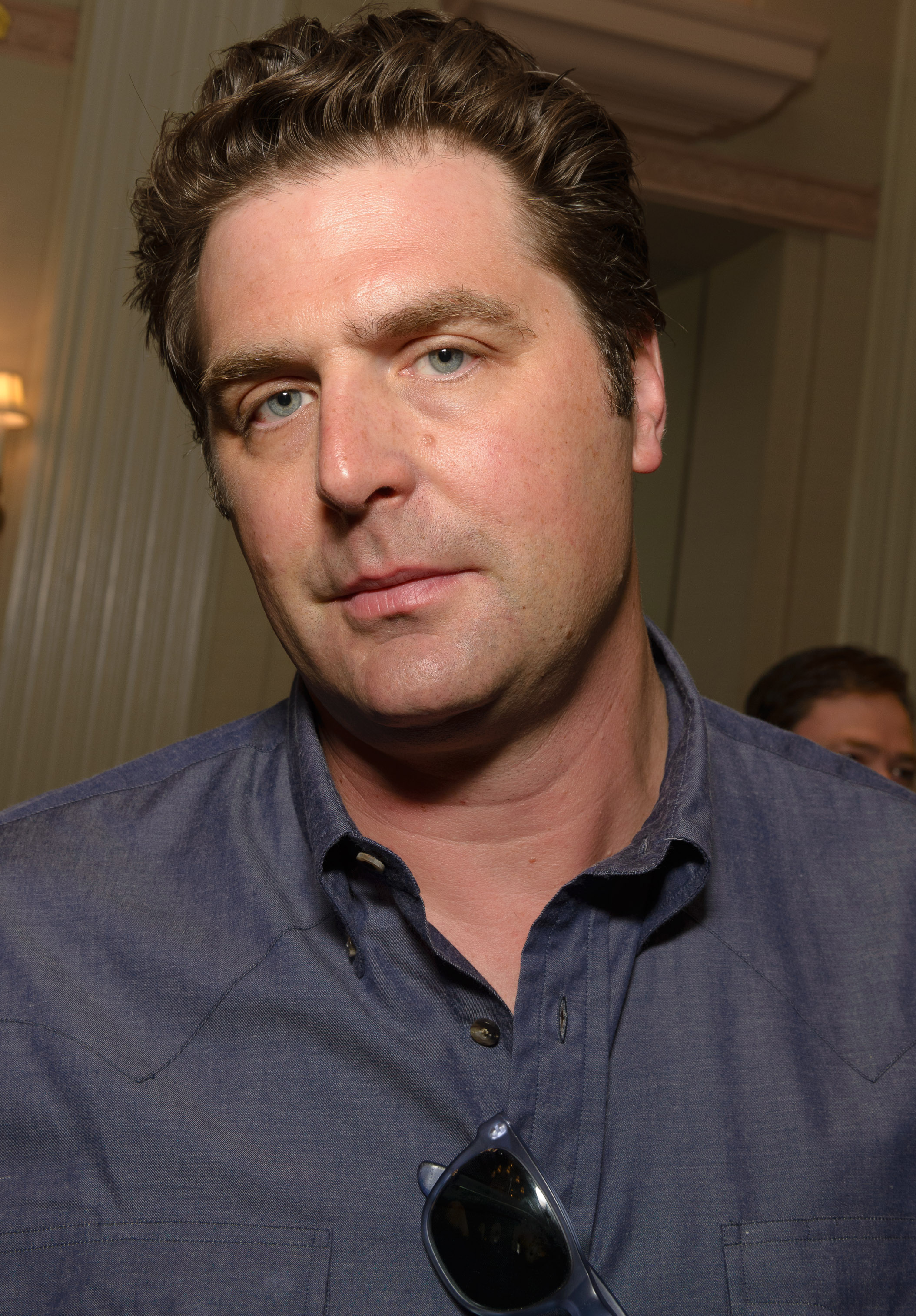
Elwood Reid, 2014

Brian „Elwood“ Reid (* 19. Dezember 1966 in New York City) ist ein US-amerikanischer Schriftsteller, Fernsehproduzent und Drehbuchautor.

## Leben und Karriere
Reid wurde in Cleveland, Ohio in einem Arbeiterviertel geboren. Er spielte in jungen Jahren (1985–1986) College Football für die Michigan Wolverines mithilfe eines Football-Stipendiums.
Einen großen Einfluss auf ihn als Künstler hatte der amerikanische Schriftsteller Elmore Leonard. Als dieser im August 2013 starb, sprach Reid auf Twitter sein Beileid aus und lobte ihn als "einen der Großen".  Reids literarische Werke wurden unter anderem in der New York Times rezensiert.
Zusammen mit Meredith Stiehm entwickelte er die TV-Krimiserie The Bridge – America, welche auf der dänisch-schwedischen Serie Die Brücke – Transit in den Tod basiert, und deren Handlung an die Grenze zwischen den Vereinigten Staaten und Mexiko verlegt wurde. In der zweiten Staffel hatte er dann die gewichtige Funktion des Showrunners inne.

## Veröffentlichungen

### Belletristik
- If I Don't Six (Doubleday, 1998)
- Midnight Sun (Doubleday, 2000; Anchor Books 2002)
  - Deutsch: Die Nacht des Bären. Übers. Wolfgang Müller. Heyne, München 2001 ISBN 978-3-453-19617-9
- D.B. (Doubleday, 2004; Anchor Books 2005)

- What Salmon Know (Doubleday, 1999, short story collection)

## Filmografie (Auswahl)
- 2006–2007: Close to Home
- 2010–2011: Undercovers
- 2013–2014: The Bridge – America (The Bridge)
- seit 2018: The Chi
- seit 2020: Barkskins – Aus hartem Holz (Barkskins)
- 2020–2021: Big Sky